# «ГКНЙ Биверс» в сезоне 1950/1951
Сезон 1950/51 — 46-й сезон баскетбольной команды «ГКНЙ Биверс», представляющей Городской колледж Нью-Йорка (ГКНЙ) в чемпионате NCAA. Под руководством главного тренера Нэта Холмана команда в регулярном чемпионате завоевала 11 побед и потерпела 7 поражений. Однако, еще до конца чемпионата разгорелся букмекерский скандал, когда выяснилось, что некоторые игроки Городского колледжа были связаны с букмекерами и влияли на окончательный счёт поединков таким образом, чтобы их команда проигрывала с определённым разрывом. Первоначально было арестовано три игрока «Биверс» — Роман, Рот и Уорнер, которым предъявили обвинения в получении взятки и подтасовке результатов трёх игр в сезоне 1950/51. Однако вскоре были арестованы ещё четыре игрока сезона 1949/50 — Дэмброт, Лейн, Магер и Коэн. Все признали себя виновными в совершении административного правонарушения и в ноябре того же года были приговорены к условным срокам наказания, за исключением Уорнера, который получил шесть месяцев тюремного заключения. В связи со скандалом руководство Городского колледжа отменило оставшиеся матчи сезона, а позже и расформировала баскетбольную программу.

## Межсезонье
В межсезонье ряд баскетболистов ГКНЙ под руководством Боб Сэнда (ассистента Нэта Холмана в «Биверс») в составе Маккабийской сборной США совершили турне по Южной Америке, где встречалась с местными командами и сборной Колледжа Боулинг Грин, а позже стали чемпионами Маккабийских игр. Причём Эд Роман в одной из игр против бразильской команды набрал 37 очков, а в финальном матче Маккабиады — 24. 2 октября в главном спортивном зале учебного заведения начались тренировки баскетбольной команды к новому сезону. В распоряжении Холмана оказалось 22 человека, однако из прошлогоднего чемпионского состава на них присутствовали лишь Ронни Наделл и Арти Гласс, остальные же пока не участвовали в них либо были задействованы в Маккабийской сборной. 10 октября 1950 года руководство объявило расписание своей баскетбольной команды на предстоящий сезон. Согласно ему «Биверс» должны были провести 21 матч — 14 в домашнем «Медисон-сквер-гардене» и 7 на выезде, из которых 5 за пределами Нью-Йорка. Матч-открытия был запланирован на 25 ноября против Колледжа Святого Франциска, а последняя игра сезона должна была состоятся 6 марта против Нью-Йоркского университета.
4 ноября ГКНЙ провёл товарищеский матч с чемпионом Американской лиги «Скрэнтон Майнерс». Несмотря на победу «Биверс» с разницей в одно очко 64:63, эта победа далась Городскому колледжу легко. Уже вначале матча члены прошлогоднего чемпионского состава «Биверс» сделали большой задел в счёте и Холман стал использовать запасных игроков, которые не справились с профессионалами и дали им сократить разрыв.

## Сезон 1950/51 годов
Первую игру сезона 1950/51 годов «Биверс» играли в домашнем «Медисон-сквер-гардене» против Колледжа Святого Франциска. По договорённости, весь доход от проведения этого матча был направлен на финансирование поездки сборной США по баскетболу на Панамериканские игры в Буэнос-Айресе. Кроме того, в межсезонье NCAA решила расширить штрафную линию с трёх до шести футов для большего соответствия мировым стандартам. Чтобы испытать правило в действии, было решено, что «Биверс» сыграют против Святого Франциска по старым правилам, а Университет Род-Айленда и Университет Сетон-Холл — по-новым, а результат потом сравнят.
В качестве стартовых игроков Холман выпустил на паркет Эда Романа, Эда Уорнера, Эла Рота, Арнольда Смита и Флойда Лейна. И прошлогодние чемпионы не подвели своего тренера. Игроки Святого Франциска лишь в первые несколько минут составили конкуренцию, а все остальное время доминировали «Биверс», которые, в итоге, и победили со счётом 81:62. 28 ноября был опубликован предсезонный рейтинг United Press, согласно которому Городской колледж занимал первое место в списке и являлся одним из основных претендентов на победу и в сезоне 1950/51 годов. Следующий матч против Колледжа Квинса ГКНЙ также легко выиграл, причём играли они под руководством ассистента Холмана, так как тот сам поехал в Баффало, чтобы посмотреть на игру своего будущего соперника Университета Бригама Янга. По словам наставника «Биверс» команда Бригама Янга «обладает высоким ростом, скоростью, хорошо защищается и делает хорошие броски в прыжке». У «Биверс» же были проблемы в составе стартовой пятёрки. Если места в ней Уорнера, Романа, Лейна и Рота не вызывали сомнения, то борьба за пятое место шла между Ронни Наделлом, Гарольдом Хиллом и Арнольдом Смитом. Уже в начале матча Холман удивил своих соперников, выпустив в стартовом составе запасных игроков. Однако те за полторы минуты не проявили себя на паркете, позволив сопернику оторваться в счёте, и Холман заменил их на своих основных игроков. По ходу матча шла очень плотная игра и счёт сравнивался девять раз. Лишь в конце «Биверс» удалось оторваться на 6 очков и, хотя у Бригама Янга за тридцать секунд до конца было три попытки сравнять счёт, они не смогли ими воспользоваться и финальный свисток зафиксировал победу хозяев со счётом 71:69.
Четвёртая игра сезона против Университета Миссури стала полным разгромом Городского колледжа. Будучи безусловным фаворитом перед игрой, «Биверс» лишь в первые несколько минут держались на равных со своим соперником, но к концу первой половины уже проигрывали со счётом 31:14. Миссури полностью переиграли ГКНЙ, у которого совершенно не шли броски. «Биверс» удачно реализовали лишь двенадцать из шестидесяти бросков с игры, а их лучший бомбардир Эд Роман набрал лишь семь очков в игре. В итоге, Университет Миссури одержал победу со счётом 54:37. В матче против Университета штата Вашингтон Городской колледж продолжил показывать невнятную игру — команда реализовала лишь 20 из 80 бросков с игры. Однако их соперник играл ещё хуже, попав лишь 16 раз с 71 попытки, что позволило «Биверс» одержать победу со счётом 59:43. Хотя ГКНЙ и одержал победу, она далась им большой ценой — Эд Уорнер в первой половине матча подвернул правое колено и был вынужден покинуть площадку. На 21 декабря был запланирован матч с Университетом Оклахомы, которым в предыдущем сезоне «Биверс» проиграли свой первый матч. Хотя накануне этого противостояния ГКНЙ лишился из-за травмы одного из своих стартовых игроков, у Оклахомы, по сравнению с предыдущим сезоном, остался лишь один игрок стартовой пятёрки. Уже в начале матча Оклахома вышла вперёд и лидировала до финального свистка. У «Биверс» опять практически не шли броски с игры, что усугубилось зонной защитой «Сунерс», и игрокам ГКНЙ приходилось бросать мяч с дальних дистанций. Лишь во второй половине Городскому колледжу удалось сократить разрыв в счёте до двух очков, однако концовку матча провела лучше Оклахома, завершив противостояние своей победой со счётом 48:43.
Следующую игру против Бруклинского колледжа ГКНЙ легко выиграл даже без Уорнера и с учётом невысокого процента реализации бросков и большого количества плохих передач, а Роман, набрав 30 очков, установил новый рекорд «Медисон-сквер-гардена» для игроков Городского колледжа. Последняя игра 1950 года проходила против Университета Аризоны. Начало матча лучше провела Аризона, которая сделала хороший задел — 29:10. Во второй половине «Биверс» даже удалось ненадолго выйти вперёд, однако они вскоре уступили преимущество своему сопернику, который начал играть на удержание мяча в своём владении, не забивая сам и не давая такую возможность сопернику. Незадолго до конца матча у Городского колледжа было два шанса сравнять счёт, однако они дважды не смогли реализовать свои броски, и игра закончилась победой Аризоны со счётом 41:38. Из-за травмы Уорнер провёл на площадке всего 2 минуты, а Роман играл с инфекцией в большом пальце ноги и-за чего плохо играл в защите.
В преддверии первого матча 1951 года против Университета Сент-Джонс Холман посетил игру своего будущего соперника против Университета Сан-франциско. К началу января Сент-Джонс были одним из сильнейших коллективов чемпионата, одержав победу в 11 матчах, и проиграв всего 2, и считался фаворитом в предстоящем противостоянии с форой в шесть очков. Уорнер и Роман же опять выступали с травмами, однако, несмотря на это, борьба получилась равной. Ни одна из команд не старалась играть на удержание мяча и лидерство в счёте несколько раз переходило от одной команды к другой. Роман отлично сыграл в защите против Зика Заволука и к концу матча счёт был практически равным. В итоге же игра закончилась победой Сент-Джонс со счётом 47:44 и, по мнению обозревателя New York Times Луиса Еффрата, стала одним из лучших матчей сезона.

## Календарь и результаты
| Дата            | Соперник                     | Счёт    | Лучший по очкам | В / П | Место проведения               |
| --------------- | ---------------------------- | ------- | --------------- | ----- | ------------------------------ |
| 25 ноября 1960  | Колледж Святого Франциска    | В 81:62 | Роман (23)      | 1-0   | Медисон-сквер-гарден, Нью-Йорк |
| 2 декабря 1950  | Колледж Квинс                | В 61:48 |                 | 2-0   | Спортивный зал ГКНЙ            |
| 5 декабря 1950  | Университет Бригама Янга     | В 71:69 | Роман (26)      | 3-0   | Медисон-сквер-гарден, Нью-Йорк |
| 9 декабря 1950  | Университет Миссури          | П 37:54 | Уорнер (11)     | 3-1   | Медисон-сквер-гарден, Нью-Йорк |
| 14 декабря 1950 | Университет штата Вашингтон  | В 59:43 | Роман (16)      | 4-1   | Медисон-сквер-гарден, Нью-Йорк |
| 21 декабря 1950 | Университет Оклахомы         | П 43:48 | Роман (14)      | 4-2   | Медисон-сквер-гарден, Нью-Йорк |
| 25 декабря 1950 | Бруклинский колледж          | В 64:40 | Роман (30)      | 5-2   | Медисон-сквер-гарден, Нью-Йорк |
| 28 декабря 1950 | Университет Аризоны          | П 38:41 | Роман (19)      | 5-3   | Медисон-сквер-гарден, Нью-Йорк |
| 2 января 1951   | Университет Сент-Джонс       | П 44:47 | Роман (14)      | 5-4   | Медисон-сквер-гарден, Нью-Йорк |
| 6 января 1951   | Университет Сент-Джозефс     | В 54:42 |                 | 6-4   | Медисон-сквер-гарден, Нью-Йорк |
| 11 января 1951  | Бостонский колледж           | П 59:63 |                 | 6-5   | Медисон-сквер-гарден, Нью-Йорк |
| 31 января 1951  | Университет Джона Кэрролла   | В 79:67 |                 | 7-5   |                                |
| 6 февраля 1951  | Колледж Святого Креста       | В 73:63 |                 | 8-5   | Бостон-гарден                  |
| 10 февраля 1951 | Лойолский университет Чикаго | В 69:61 |                 | 9-5   | Чикаго Стэдиум                 |
| 12 февраля 1951 | Фордемский университет       | П 61:62 |                 | 9-6   | Оружейный склад 69 полка       |
| 15 февраля 1951 | Канизийский колледж          | П 64:67 |                 | 9-7   | Медисон-сквер-гарден, Нью-Йорк |
| 17 февраля 1951 | Темпльский университет       | В 95:71 |                 | 10-7  | Конвеншн-холл                  |
| 22 февраля 1951 | Колледж Лафайет              | В 67:48 |                 | 11-7  | Медисон-сквер-гарден, Нью-Йорк |